# Batuša
Batuša är en ort i Bosnien och Hercegovina.   Den ligger i entiteten Federationen Bosnien och Hercegovina, i den centrala delen av landet, 60 kilometer väster om huvudstaden Sarajevo. Batuša ligger 669 meter över havet och antalet invånare är 1 135.
Terrängen runt Batuša är kuperad västerut, men österut är den bergig. Batuša ligger nere i en dal.Närmaste större samhälle är Bugojno, 16,1 kilometer nordväst om Batuša.
Omgivningarna runt Batuša är en mosaik av jordbruksmark och naturlig växtlighet. Runt Batuša är det ganska tätbefolkat, med 93 invånare per kvadratkilometer.